# Glottiphyllum

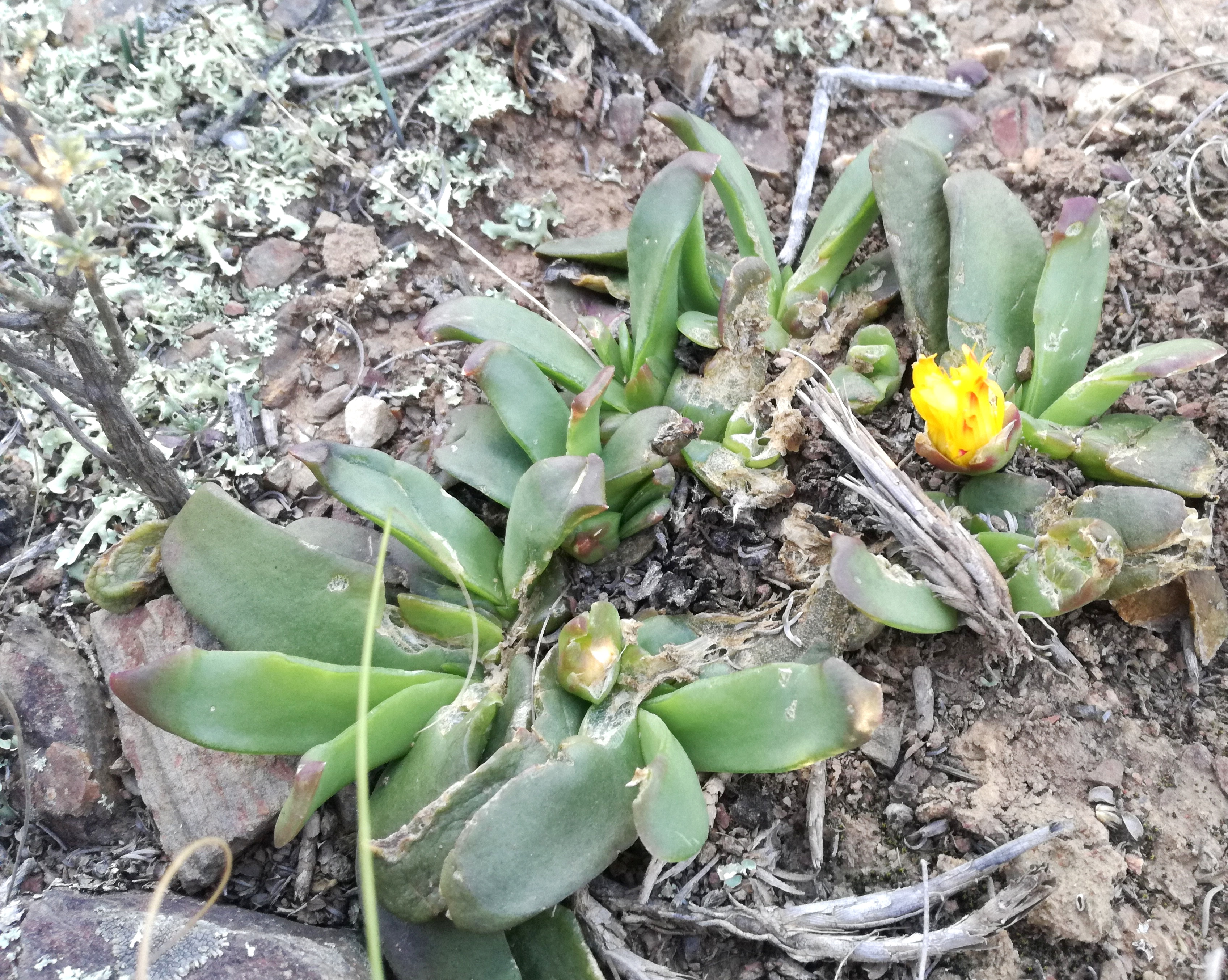
Glottiphyllum depressum

Glottiphyllum es un género con 54 especies de plantas suculentas perteneciente a la familia Aizoaceae. Son nativos de Sudáfrica: Provincia del Cabo y el desierto de Karoo. Se encuentra en las piedras con base de tierra (pizarra, arenisca, cuarzo) y en las rocas. Las precipitaciones que reciben son de entre 125 y 500 mm, especialmente en marzo y noviembre.

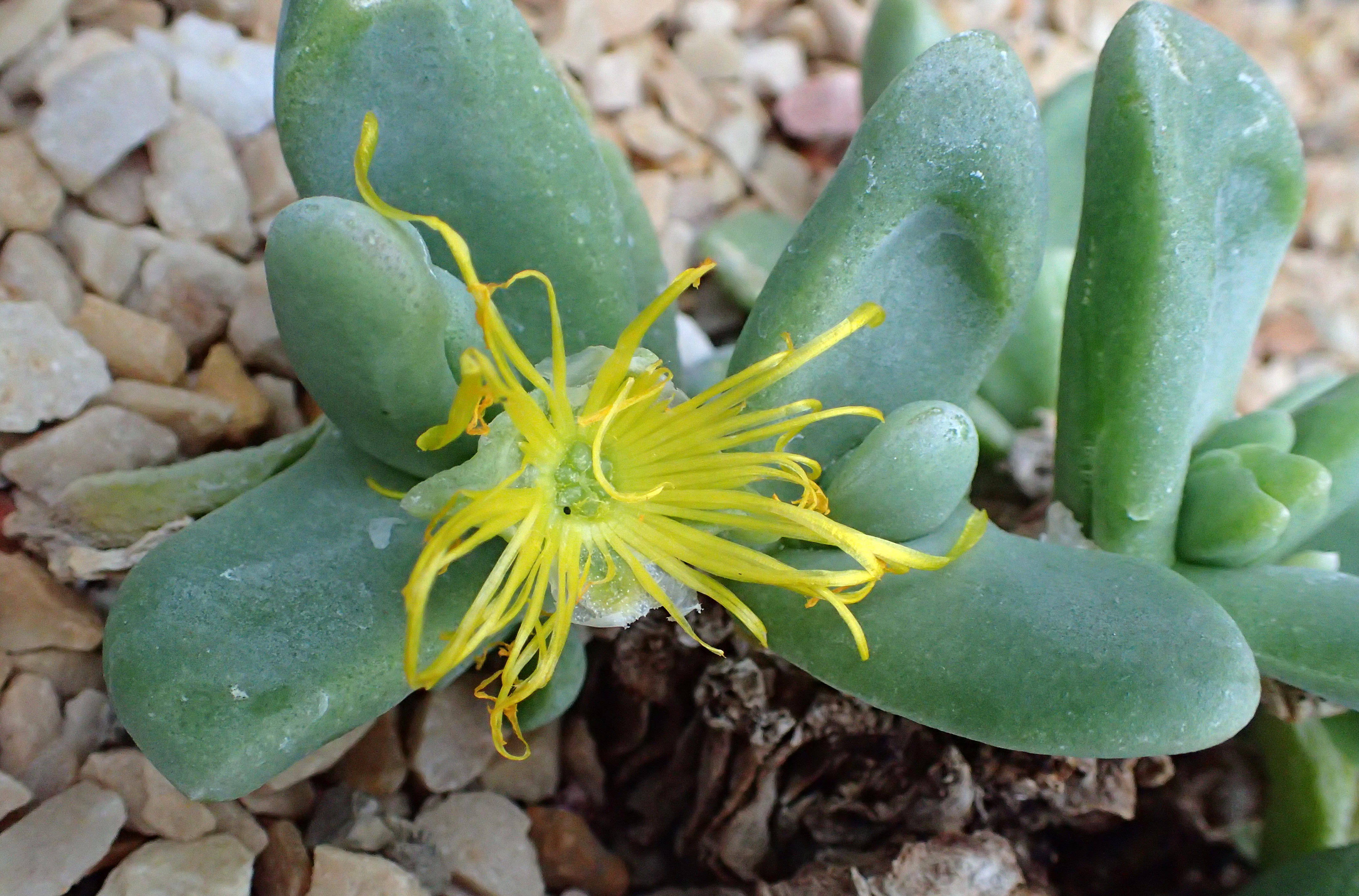
Glottiphyllum oligacarpo

## Descripción
Las plantas tienen hojas gruesas y suaves dispuesta en pares postradas o rastreras. Tienen rizomas. Las flores son amarillas con pétalos estrechos, a veces perfumadas, de 5 cm de diámetro, y aparecen en otoño e invierno. Las especies hibridan fácilmente creando nuevos cruces.

## Taxonomía
El género fue descrito por Adrian Hardy Haworth y publicado en Saxifragearum Enumeratio. . . accedunt revisiones plantarum succulentarum 105. 1821. La especie tipo es: Glottiphyllum linguiforme (L.) NEBr.  
Etimología
Glottiphyllum: nombre genérico que proviene del griego "γλωττίς" ( glotis = lengua) y "φύλλον" (phyllos =hoja ).

## Especies
- Glottiphyllum carnosum NEBr.
- Glottiphyllum cruciatum(Haw.) NEBr.
- Glottiphyllum depressum(Haw.) NEBr.
- Glottiphyllum difforme (L.) NEBr.
- Glottiphyllum fergusoniae L. bolus
- Glottiphyllum fragrans
- Glottiphyllum grandiflorum (Haw.) NEBr.
- Glottiphyllum herrei
- Glottiphyllum linguiforme (L.) NEBr.
- Glottiphyllum longum (Haw.) NEBr.
- Glottiphyllum muiri
- Glottiphyllum neilii NEBr.
- Glottiphyllum nelii Schwantes
- Glottiphyllum oligocarpum L. bolus
- Glottiphyllum parvifolium
- Glottiphyllum peersii L. bolus
- Glottiphyllum platycarpum
- Glottiphyllum pygmaeum
- Glottiphyllum regium NEBr.
- Glottiphyllum salmii (Haw.) bolus L.
- Glottiphyllum semicylindricum
- Glottiphyllum starkeae
- Glottiphyllum suave NEBr.
- Glottiphyllum surrectum (Haw.) bolus L.